# Plan parental
Planul parental sau planul de îngrijire părintească (Parenting plan în limba engleză) reprezintă modalitatea prin care se implementează în general custodia comună în țările care au implementată această noțiune . În general instanța se așteaptă ca cei doi părinți să negocieze prevederile acestui plan parental datorită faptului că ambii părinți au drepturi egale cu privire la creșterea și educarea minorilor. În general un plan parental de calitate poate fi redactat dacă se apelează la un mediator profesionist. Planul parental poate fi obligatoriu  sau nu. Planul parental poate avea implicații legale  sau nu .
Planul Parental face de obicei parte din înțelegerea de divorț. Este cerut de instanță împreună cu actele de divorț când soții hotărăsc să divorțeze sau să se despartă. În funcție de jurisdicție, părinții cre se despart pot opta pentru un Plan Parental chiar fără a se înfățișa în fața curții. Planul Parental stabilește programul și protocolul de organizare a vieții copiilor cu părinți divorțați. Acesta permite părinților să evite viitoare conflicte cauzate de lipsa liniilor directoare privind responsabilitățile legate de copii. Fără aranjamente clare în privința acestor responsabilități pot apărea conflicte și necesitatea rezolvăii lor pe căi legale. Când părinții nu respecă această cerință, instanța este obligată să ia decizii privind viața copiilor și să stabilească un Plan Parental. Părinții pot apelza și la un mediator care va lua aceleași decizii ca și un judecător, evitând tribunalul pe viitor.

### Elementele de bază ale unui plan parental[5]
Un Plan Parental poate conține câteva sau toate elementele de mai jos:
- Timpul petrecut cu copilul ( custodia fizică)
- Luarea deciziilor( custodia legală)
- Deplasarea și schimbul
- Vacanțele anuale și pauzele școlare
- Sprijinul financiar al copilului
- O strategie de rezolvare a conflictelor
- Școala și accesul la rezultatele școlare
- Îngrijirea sănătății mentale și fizice
- Informații de contact, schimbarea domiciliului și călătorie în străinătate
- Activități sociale și rolul în școală
- Petrecerea nopților și vizite
- Comunicarea și luarea împreună a deciziilor
- Medierea și arbitrajul
- Asigurarea medicală și cheltuieli aferente
- Relația cu rudele și alți apropiați
- Impozite și testamente

Problemele financiare precum pensia alimentară, asigurarea de sănătate, taxe și drepturi de urmaș diferă de la o jurisdicție la alta. Părinții stabilesc aceste lucruri separat de stabilirea programului copiilor.
Dacă planul parental este acceptat de ambele părți înainte de înfățișarea în fața curții, este numit ”stipulat” sau “prin consimțământ”. Un judecător poate aproba un astfel de plan fără audiere. În general, judecătorii încurajează părțile să ajungă la asemenea înțelegeri decât să se continue rezolvarea în justiție a conflictului.

## Răspândire
Planurile parentale sunt utilizate în multe state și jurisdicții. În Europa planul parental e utilizat în Olanda, Anglia, Suedia. De asemenea este utilizat infrecvent în România de către părinți care le utilizează în divorțul pe cale notarială sau judiciară.

### Planul Parental în SUA[5]
În majoritatea statelor există prevederi legale stipulând faptul că planul parental trebuie să stabilească minimul timpului petrecut cu copilul de către părintele nerezident și modul în care acest poate interacționa cu copilul. Neprecizarea în decizia instanței a unui timp de interacțiune minim dă dreptul să se facă apel la o instanță superioară. Primul plan parental face de obicei parte din decizia de divorț, dacă sunt implicați copii. Mai târziu, dacă intervin schimbări precum schimbarea domiciliului, chestiuni de abuz asupra copilului, probleme de sănătate etc. părinții pot modifica planul parental existent completând o nouă cerere adresată curții.
Copilul de sau în jurul vârstei de 13 ani, în funcție de stat, poate avea dreptul de mărturie în fața curții cu privire la custodie și înțelegerile din planul de parenting având de obicei un impact puternic asupra deciziei.
Planurile parentale pot include diverse restricții și indicații cu privire la contactul cu copilul, precum măsuri de siguranță, îngrijirea medicală, practicarea unui sport și multe altele. Uneori un plan parental impune restricții cu privire la schimbarea domiciliului sau derogă de la legile unui stat permițând schimbarea domiciliului fără o cerere adresată curții.

### Planul Parental Maria Britanie[5]
În Anglia și Țara Galilor o instituție publică, a emis o broșură numită "Planuri parentale în care copilul e pe primul loc: un ghid pentru părinți despărțiți" care are rol de recomandare. Planurile parentale sunt putin facultative.

### Planul Parental in Australia[5]
Planurile parentale în Australia reprezintă un acord scris între părinți, încheiat fără ajutorul sau aprobarea curții. Ele se pot încocmi cu ajutorul unui mediator sau direct de către părinți fără a fi asistați de un terț. Planurile parentale nu au caracter obligatoriu, nu pot fi impuse prin lege, deci nu pot fi încălcate. Un plan parental poate fi însă supus aprobării instanței. Odată aprobat el devine o decizie obligatorie. Nu există un plan parental 'standard' de împărțire a custodiei, dar există mai multe planuri parentale în mediul online care sunt destul de des utilizate de către părinți.
Deși planul parental nu poate fi impus prin lege, dacă se inițiază acțiune în justiție după consimțirea asupra planului parental, curtea va cântări cu mare atenție planului inițial întrucât el arată intențiile fiecărui părinte în momentul semnării.
Planul poate cuprinde atâtea prevederi privind copilul (copii) cât consimt părinții, însă sprijinul financiar nu este inclus in acest plan, pensia alimentară fiind calculată de Agenția Guvernamentală Australiană de Sprijin a Copilului.[15]

### Planul Parental în Europa[5]
Planul de îngrijire a copilului este introdus în legislația din Olanda iar în Belgia există de asemenea un proiect de lege în această privință. Planul parental este utilizat și în Spania.

### Planul Parental în România
În România ideea de plan parental este încă la început, acestea nefiind obligatorii. Planurile parentale au apărut pentru prima dată odată cu legea medierii care prevedea în articolele 2 și 64 posibilitatea ca părinții să se medieze cu privire la modul de creștere al copiilor după divorț. Astfel, deși în România anilor 2006-2011 era aplicabilă, din punct de vedere legal, doar noțiunea de custodie unică în fapt prin acordurile de mediere realizate, mediatorii au implementat de facto aranjamente de tip custodie comună legală . Datorită introducerii (începând cu octombrie 2011) a instituției de autoritate părintească comună noțiunea de plan parental are un suport legal prin articolul 506 din noul Cod Civil. Există o propunere a unor asociații neguvernamentale de implementare a planului parental în legislația terțiară (ghid de implementare sub egida instituțiilor autorizate) dar și de introducere a acestui plan în legislația primară (este vorba de modificările la legea 272/2004 inițiate de către DGPC)
| “                                                   | Planul părintesc pre-negociat de către părinți ÎNAINTE de a se ajunge la judecător este cheia unei redefiniri corecte a relațiilor părintești de după divorț. Deși părinții nu mai formează un cuplu, ei trebuie să găsească resursele emoționale și intelectuale pentru a continua să facă o echipă ca și părinți - relația lor de părinți nu încetează la apariția divorțului. | ” |
| — Geanin Șerban, Președinte Camera de Mediere Argeș | |   |

| “                            | Judecătorii vor avea un rol foarte important în a convinge părțile că trebuie urmărit tot timpul interesul copilului și să le propună, dacă este cazul, inclusiv apelând la mediator, să stabilească un plan parental. Aceasta reprezintă o înțelegere cu privire la părintele rezident la care minorul va avea locuința, cheltuielile și programul de relații personale ale părintelui nerezident, modul de acces la informații despre minor, dar și modul în care părinții vor stabili cum angajează bona copilului, cum aleg grădinița, cine duce și suportă costurile pentru orele de sport sau de meditație ale copilului, ori cum și unde își va petrece copilul vacanța | ” |
| — Cristi Danileț - judecător | |   |

| “                                                                          | Atunci când sunt soluționate litigii în materie de relații personale, autoritățile judiciare iau toate măsurile adecvate: (a) pentru a se asigura că cei 2 părinți sunt informați despre importanța pe care o au pentru copil și pentru fiecare dintre ei stabilirea și întreținerea de relații personale regulate cu copilul lor; (b) pentru a-i încuraja pe părinți și pe celelalte persoane care au legături de familie cu copilul să ajungă la învoieli pe cale amiabilă în ceea ce privește relațiile personale cu acesta, în special prin recurgerea la medierea familială și la alte metode de soluționare a conflictelor | ” |
| — Convenție din 17/07/2006 asupra relațiilor personale care privesc copiii | |   |

## Structura generală a unui plan parental
În cazul unei separări a părinților este nevoie ca aceștia să negocieze un plan parental care să permită implementarea autorității parentale comune. Astfel ei vor trebui să decidă cu privire la:
1. Domiciliul minorului
2. Programul de legături personale
  1. În timpul săptămânii
  2. În week-end
  3. Nopțile în care minorul va dormi la fiecare dintre cei doi părinți
3. Îngrijiri medicale (e.g. cine este medicul pediatru curant al copiilor, ce se întâmpla în cazul în care copiii suferă de boli cronice)
4. Regulile cu privire la educarea copiilor (regulile să fie aceleași în ambele case, privind creșterea și educarea copiilor în domeniile importante din viața lor)
5. Vacanțele
  1. Concedii: Petrecerea concediilor cu ambii copii împreună
  2. Programul copiilor în perioada vacanțelor când ambii părinți lucrează
  3. Celebrarea unor evenimente importante
6. Educația copiilor
7. Luarea deciziilor 
  1. Problemele importante în legătură cu copiii asupra cărora decid împreună sunt:
    1. Activitățile și performanțele școlare
    2. Activități extrașcolare (excursii, tabere, cursuri, competiții)
    3. Starea lor de sănătate
    4. Grupul de prieteni

  2. Deciziile în legătură cu problemele curente vor fi luate separat :
    1. Rutina zilnică
    2. Efectuarea temelor
    3. Alimentație
    4. Cumpărături (îmbrăcăminte, încălțăminte, rechizite, etc)
    5. Plimbări și activități cu copiii în timpul liber
    6. Vizite la prieteni, cunoștințe, rude
8. Rezolvarea disputelor atunci când părinții trebuie să ia decizii împreună
9. Suportarea cheltuielilor privind pensia alimentară (obligația de întreținere)
10. Schimbul de informații cu privire la copii
11. Îngrijirea copiilor în lipsa părinților
12. Ocazii și evenimente speciale
13. Activități extrașcolare
14. Transportarea copiilor între cele două case
15. Menținerea contactului când copiii sunt cu celălalt părinte
16. Menținerea legăturilor cu membrii familiei extinse
17. Aspecte privind eventuale probleme de comportament sau psihiatrice
18. Deciziile cu privire la religia minorului și frecvența participărilor la serviciul religios

Un bun exemplu de plan parental este planul parental minimal  propus de către Asociația Română pentru Custodia Comună. Acest plan parental acoperă majoritatea situațiilor pe care le pot întâlni doi părinți în anii care vor urma până la majoratul copilului lor; planul poate fi consultat gratuit de către părinții care divorțează sau poate fi utilizat de către mediatori și avocați. De exemplu, în jurisprudența Judecătoriei Sectorului 3, în dosarul 11026/301/2011 găsim o decizie judecătorească bazată pe un acord de mediere întocmit conform planului parental propus de către ARPCC. Până în acest moment, părțile din respectivul dosar nu au mai revenit în instanță.

## Legături utile

### Literatura și jurisprudența de limbă română
- Sentințe care menționează planuri parentale acceptate de către instanță
- Planul parental minimal propus de către APPCC Arhivat în 15 octombrie 2013, la Wayback Machine.
- Proiect cu privire la utilizarea planului parental - Judecătoria sector 2 București (planul parental utilizat se poate consulta aici)
- Broșura de popularizare cu privire la custodia comună, locuința și programul de legături personale Arhivat în 14 iulie 2014, la Wayback Machine. editată de ARPCC
- Medierea în disputarea custodiei - Articol scris de către Camelia Borlean, mediator, psiholog al Curții de Apel Oradea.
- Referințe la planul parental în iurispedia.ro (sit girat de CSM)
- Formulare de plan parental în limba română Arhivat în 15 octombrie 2013, la Wayback Machine. (formulare, exemple minimale, exemple particularizate funcție de nevoile familiei, etc.)
- Plan parental completat (date fictive)
- Capitolul despre Planul Parental[nefuncțională]
 în Manualul de implementare a custodiei comune editat de către ARPCC.
- Proiectul de modificare a legii 272/2004, care include obligativitatea creării unui plan parental cu ocazia separării sau divorțului (decembrie 2011)
- articol Arhivat în 24 septembrie 2011, la Wayback Machine. pe Reader Digest România

### Literatura și jurisprudența de limbă engleză
- Planuri parentale în Oregon, SUA[nefuncțională]
- Planuri parentale în Montana, SUA Arhivat în 7 martie 2013, la Wayback Machine.
- Plan parental minimal în Tennessee, SUA Arhivat în 13 august 2011, la Wayback Machine.
- Plan parental în Georgia, SUA Arhivat în 6 octombrie 2014, la Wayback Machine.
- Plan parental în Florida Arhivat în 14 martie 2013, la Wayback Machine.
- Plan parental în California
- Plan parental în Florida Arhivat în 31 iulie 2010, la Wayback Machine.
- Plan parental standard în Oregon, SUA
- Plan parental în New Hampshire, SUA
- Plan parental în New York, SUA
- Parenting after separation - Candada Arhivat în 25 noiembrie 2011, la Wayback Machine. (pag 29)
- Planuri parentale în Ontario, Candada
- Planuri parentale în variate provincii ale Canadei
- Plan parental în Belgia (proiect de lege)